# Luís Delgado
Luís Manuel Ferreira Delgado (Luanda, 1979. november 1. –) angolai válogatott labdarúgó.

## Pályafutása

### Klubcsapatban
2001 és 2003 között a Petro Atlético csapatában játszott. 2003 és 2005 között a Primeiro Agosto játékosa volt. 2005 és 2006 között ismét a Petro Atléticóban szerepelt. 2006 és 2010 között Franciaországban játszott. 2006-tól 2009-ig a Metz, 2009 és 2010 között a Guingamp labdarúgója volt.

### A válogatottban
1998 és 2008 között 26 mérkőzésen szerepelt az angolai válogatottban és 1 gólt szerzett. Részt vett a 2006-os és a 2008-as afrikai nemzetek kupáján, valamint a 2006-os világbajnokságon.
| Angola   | Angola | Angola |
| Év       | Mérk.  | Gólok  |
| -------- | ------ | ------ |
| 1998     |        |        |
| 1999     | 3      | 0      |
| 2000     | 0      | 0      |
| 2001     | 0      | 0      |
| 2002     | 0      | 0      |
| 2003     | 1      | 0      |
| 2004     | 0      | 0      |
| 2005     | 1      | 0      |
| 2006     | 11     | 0      |
| 2007     | 1      | 0      |
| 2008     | 1      | 0      |
| Összesen | 40     | 2      |

## Sikerei, díjai
Petro Atlético
- Angolai bajnok (1): 2001